# ワレリー・トカレフ
ワレリー・トカレフ（ロシア語: Валерий Иванович Токарев、英語: Valeri Ivanovich Tokarev、1952年10月29日-）は、ロシア空軍の大尉、ガガーリン宇宙飛行士訓練センターのテスト宇宙飛行士である。アストラハン州カプースチン・ヤール出身で、現在はモスクワのスターシティに居住している。妻のイリナ・ニコライエフナは1955年2月25日生まれである。彼らの間には娘のオリアと息子のイヴァンがいる。母のリディヤ・ニコライエフナはヤロスラヴリ州ロストフに住んでいる。父のイヴァン・パヴロヴィッチは1972年に自動車事故で死去している。趣味は自然、自動車、飛行機、スポーツである。

## 教育
ロシア政府から奨学金を得て、国立経済学アカデミーで修士号を取得した。

## 受賞など
ロシア連邦英雄他、いくつかの賞、勲章を受章している。

## 経験
1973年に、戦闘機パイロットとしてStavropol Higher Military Schoolを卒業した。1982年にはテストパイロット訓練センターを卒業した。トカレフはロシア政府の奨学金を得て、ユーリ・ガガーリン空軍アカデミー及び国立経済学アカデミーを卒業して修士号を得た。
トカレフは空軍の戦闘機パイロット、テストパイロットとして最優等だった。44種類の航空機、ヘリコプターの操縦経験がある。Su-24のような戦闘爆撃機の他、Su-27、MiG-29、Su-25のような第4世代の艦載機の操縦経験を持つ。
1987年、トカレフは宇宙飛行士に選ばれ、ブランに搭乗した。1994年からは、宇宙飛行士のチームのリーダーを務めた。1997年にブランの計画が終わってからは、ガガーリン宇宙飛行士訓練センターのテスト宇宙飛行士を務めた。1999年5月27日から6月6日までSTS-96で宇宙飛行し、10日間のミッションでディスカバリーの乗組員は、国際宇宙ステーションの最初の滞在員の到着に備え、4トンの機材と補給品を運搬した。235時間13分で地球を153周し、400万マイルを移動して、ミッションは終了した。
トカレフは第12次長期滞在ではフライトエンジニアを務め、2005年10月3日にソユーズTMA-7でISSを訪れ、189日間のミッションの後、2006年4月6日に帰還した。その間、2度の宇宙遊泳を行なった。